# El zoo d'en Pitus
El zoo d'en Pitus és una novel·la juvenil en català escrita per Sebastià Sorribas i publicada el 1966 per l'editorial La Galera. Des de llavors se n'han fet 58 edicions i se n'han venut 300.000 exemplars, convertint-se en el tercer llibre d'autor català més venut, després de La plaça del Diamant i del Mecanoscrit del segon origen. Sebastià Sorribas va guanyar amb aquesta obra la segona edició del Premi Josep Maria Folch i Torres de novel·les per a nois i noies, el 1965.

## Argument
La novel·la ens presenta la història d'en Pitus, un nen que té una malaltia que només pot curar-li un especialista de Suècia. Els seus amics del barri del Raval de Barcelona muntaran un zoo per recollir diners i poder pagar-li el viatge.

## Curiositats
- El zoo d'en Pitus ha estat traduït al castellà, al basc, al gallec, al francès i al japonès.
- Festival al barri d'en Pitus és la segona part de la novel·la, que l'Editorial La Galera va encarregar a Sebastià Sorribas. Tanmateix, aquesta seqüela no ha tingut l'èxit de l'original.
- L'any 2000 la directora Mireia Ros va dirigir un telefilm basat en el llibre.
- L'any 2006 es va celebrar el 40è aniversari de la publicació de la novel·la, amb la celebració de l'Any Sorribas.